# Seven de Estados Unidos 2022
El Seven de Estados Unidos 2022 fue el noveno y último torneo de la Serie Mundial Masculina de Rugby 7 2021-22.
Se realizó entre el 28 y 29 de mayo de 2022 en el Dignity Health Sports Park en Los Ángeles, Estados Unidos.

## Formato
Se dividen en cuatro grupos de cuatro equipos, cada grupo se resuelve con el sistema de todos contra todos a una sola ronda; la victoria otorga 3 puntos, el empate 2 y la derrota 1 punto.
Los dos equipos con más puntos en cada grupo avanzan a cuartos de final de la Copa. Los cuatro ganadores avanzan a semifinales de la Copa, y los cuatro perdedores a semifinales por el quinto puesto.
Los dos equipos con menos puntos en cada grupo jugaron la Challenge Trophy, definiendo en la misma el puesto final a ocupar en el torneo y los puntos correspondientes a tal mérito que suman para la tabla anual de la  Serie Mundial Masculina de Rugby 7 2021-22.

## Fase de grupos

### Grupo A
| Pos | Países    | Partidos | Partidos | Partidos | Tantos | Tantos | Tantos | Pts |
| Pos | Países    | G        | E        | P        | PF     | PC     | DP     | Pts |
| --- | --------- | -------- | -------- | -------- | ------ | ------ | ------ | --- |
| 1   | Australia | 3        | 0        | 0        | 134    | 14     | +120   | 9   |
| 2   | Argentina | 2        | 0        | 1        | 100    | 38     | +62    | 7   |
| 3   | Japón     | 1        | 0        | 2        | 45     | 95     | -50    | 5   |
| 4   | España    | 0        | 0        | 3        | 7      | 139    | -132   | 3   |

| 27 de agosto | España | 7 - 52 | Argentina |  |  |

| 27 de agosto | Australia | 61 - 0 | Japón |  |  |

| 27 de agosto | España | 0 - 33 | Japón |  |  |

| 27 de agosto | Australia | 19 - 14 | Argentina |  |  |

| 27 de agosto | Argentina | 34 - 12 | Japón |  |  |

| 27 de agosto | Australia | 54 - 0 | España |  |  |

### Grupo B
| Pos | Países         | Partidos | Partidos | Partidos | Tantos | Tantos | Tantos | Pts |
| Pos | Países         | G        | E        | P        | PF     | PC     | DP     | Pts |
| --- | -------------- | -------- | -------- | -------- | ------ | ------ | ------ | --- |
| 1   | Nueva Zelanda  | 3        | 0        | 0        | 76     | 31     | +45    | 9   |
| 2   | Estados Unidos | 2        | 0        | 1        | 59     | 57     | +2     | 7   |
| 3   | Sudáfrica      | 1        | 0        | 2        | 43     | 55     | -12    | 5   |
| 4   | Canadá         | 0        | 0        | 3        | 39     | 74     | -35    | 3   |

| 27 de agosto | Sudáfrica | 7 - 21 | Estados Unidos |  |  |

| 27 de agosto | Nueva Zelanda | 26 - 5 | Canadá |  |  |

| 27 de agosto | Sudáfrica | 22 - 17 | Canadá |  |  |

| 27 de agosto | Nueva Zelanda | 33 - 12 | Estados Unidos |  |  |

| 27 de agosto | Estados Unidos | 26 - 17 | Canadá |  |  |

| 27 de agosto | Nueva Zelanda | 17 - 14 | Sudáfrica |  |  |

### Grupo C
| Pos | Países  | Partidos | Partidos | Partidos | Tantos | Tantos | Tantos | Pts |
| Pos | Países  | G        | E        | P        | PF     | PC     | DP     | Pts |
| --- | ------- | -------- | -------- | -------- | ------ | ------ | ------ | --- |
| 1   | Fiyi    | 3        | 0        | 0        | 78     | 38     | +40    | 9   |
| 2   | Irlanda | 2        | 0        | 1        | 67     | 45     | +22    | 7   |
| 3   | Francia | 1        | 0        | 2        | 57     | 55     | +2     | 5   |
| 4   | Gales   | 0        | 0        | 3        | 36     | 100    | -64    | 3   |

| 27 de agosto | Irlanda | 14 - 12 | Francia |  |  |

| 27 de agosto | Fiyi | 28 - 12 | Gales |  |  |

| 27 de agosto | Irlanda | 46 - 12 | Gales |  |  |

| 27 de agosto | Fiyi | 29 - 19 | Francia |  |  |

| 27 de agosto | Francia | 26 - 12 | Gales |  |  |

| 27 de agosto | Irlanda | 7 - 21 | Fiyi |  |  |

### Grupo D
| Pos | Países     | Partidos | Partidos | Partidos | Tantos | Tantos | Tantos | Pts |
| Pos | Países     | G        | E        | P        | PF     | PC     | DP     | Pts |
| --- | ---------- | -------- | -------- | -------- | ------ | ------ | ------ | --- |
| 1   | Samoa      | 3        | 0        | 0        | 86     | 26     | +60    | 9   |
| 2   | Kenia      | 2        | 0        | 1        | 53     | 57     | -4     | 7   |
| 3   | Escocia    | 1        | 0        | 2        | 36     | 47     | -11    | 5   |
| 4   | Inglaterra | 0        | 0        | 3        | 24     | 69     | -45    | 3   |

| 27 de agosto | Inglaterra | 5 - 19 | Escocia |  |  |

| 27 de agosto | Samoa | 33 - 14 | Kenia |  |  |

| 27 de agosto | Inglaterra | 14 - 19 | Kenia |  |  |

| 27 de agosto | Samoa | 22 - 7 | Escocia |  |  |

| 27 de agosto | Escocia | 10 - 20 | Kenia |  |  |

| 27 de agosto | Samoa | 31 - 5 | Inglaterra |  |  |

## Fase final

### Definición 13° puesto
|  | Semifinal | Semifinal | Semifinal |           |       | 13° puesto | 13° puesto | 13° puesto |  |
|  |           |           |           |           |       |            |            |            |  |
|  |           |           |           |           |       |            |            |            |  |
|  | Japón     | Japón     | 26        |           |       |            |            |            |  |
|  | Japón     | Japón     | 26        |           |       |            |            |            |  |
|  | Canadá    | Canadá    | 19        |           |       |            |            |            |  |
|  | Canadá    | Canadá    | 19        |           | Japón | Japón      | 0          |            |  |
|  |           |           |           |           | Japón | Japón      | 0          |            |  |
|  |           |           | Sudáfrica | Sudáfrica | 26    |            |            |            |  |
|  | España    | España    | Sudáfrica | Sudáfrica | 26    | 12         |            |            |  |
|  | España    | España    |           |           |       | 12         |            |            |  |
|  | Sudáfrica | Sudáfrica | 29        |           |       |            |            |            |  |
|  | Sudáfrica | Sudáfrica | 29        |           |       |            |            |            |  |
|  |           |           |           |           |       |            |            |            |  |

### Copa de plata
|  | Cuartos de final | Cuartos de final | Cuartos de final |         |            | Semifinales | Semifinales | Semifinales |  |         | Copa    | Copa | Copa |  |
|  |                  |                  |                  |         |            |             |             |             |  |         |         |      |      |  |
|  |                  |                  |                  |         |            |             |             |             |  |         |         |      |      |  |
|  | Japón            | Japón            | 15               |         |            |             |             |             |  |         |         |      |      |  |
|  | Japón            | Japón            | 15               |         |            |             |             |             |  |         |         |      |      |  |
|  | Inglaterra       | Inglaterra       | 36               |         |            |             |             |             |  |         |         |      |      |  |
|  | Inglaterra       | Inglaterra       | 36               |         | Inglaterra | Inglaterra  | 7           |             |  |         |         |      |      |  |
|  |                  |                  |                  |         | Inglaterra | Inglaterra  | 7           |             |  |         |         |      |      |  |
|  |                  |                  | Francia          | Francia | 19         |             |             |             |  |         |         |      |      |  |
|  | Francia          | Francia          | Francia          | Francia | 19         | 42          |             |             |  |         |         |      |      |  |
|  | Francia          | Francia          |                  |         |            |             |             |             |  |         |         |      |      |  |
|  | Canadá           | Canadá           | 0                |         |            |             |             |             |  |         |         |      |      |  |
|  | Canadá           | Canadá           | 0                |         |            |             |             |             |  | Francia | Francia | 33   |      |  |
|  |                  |                  |                  |         |            |             |             |             |  | Francia | Francia | 33   |      |  |
|  |                  |                  | Escocia          | Escocia | 0          |             |             |             |  |         |         |      |      |  |
|  | Escocia          | Escocia          | Escocia          | Escocia | 0          | 28          |             |             |  |         |         |      |      |  |
|  | Escocia          | Escocia          |                  |         |            |             |             |             |  |         |         |      |      |  |
|  | España           | España           | 7                |         |            |             |             |             |  |         |         |      |      |  |
|  | España           | España           | 7                |         | Escocia    | Escocia     | 19          |             |  |         |         |      |      |  |
|  |                  |                  |                  |         | Escocia    | Escocia     | 19          |             |  |         |         |      |      |  |
|  |                  |                  | Gales            | Gales   | 7          |             |             |             |  |         |         |      |      |  |
|  | Sudáfrica        | Sudáfrica        | Gales            | Gales   | 7          | 5           |             |             |  |         |         |      |      |  |
|  | Sudáfrica        | Sudáfrica        |                  |         |            |             |             |             |  |         |         |      |      |  |
|  | Gales            | Gales            | 10               |         |            |             |             |             |  |         |         |      |      |  |
|  | Gales            | Gales            | 10               |         |            |             |             |             |  |         |         |      |      |  |
|  |                  |                  |                  |         |            |             |             |             |  |         |         |      |      |  |

### Definición 5° puesto
|  | Semifinal      | Semifinal      | Semifinal |           |       | 5° puesto | 5° puesto | 5° puesto |  |
|  |                |                |           |           |       |           |           |           |  |
|  |                |                |           |           |       |           |           |           |  |
|  | Kenia          | Kenia          | 21        |           |       |           |           |           |  |
|  | Kenia          | Kenia          | 21        |           |       |           |           |           |  |
|  | Estados Unidos | Estados Unidos | 14        |           |       |           |           |           |  |
|  | Estados Unidos | Estados Unidos | 14        |           | Kenia | Kenia     | 7         |           |  |
|  |                |                |           |           | Kenia | Kenia     | 7         |           |  |
|  |                |                | Argentina | Argentina | 29    |           |           |           |  |
|  | Argentina      | Argentina      | Argentina | Argentina | 29    | 28        |           |           |  |
|  | Argentina      | Argentina      |           |           |       | 28        |           |           |  |
|  | Irlanda        | Irlanda        | 21        |           |       |           |           |           |  |
|  | Irlanda        | Irlanda        | 21        |           |       |           |           |           |  |
|  |                |                |           |           |       |           |           |           |  |

### Copa de oro
|  | Cuartos de final | Cuartos de final | Cuartos de final |               |           | Semifinales | Semifinales | Semifinales |           |              | Copa         | Copa         | Copa |  |
|  |                  |                  |                  |               |           |             |             |             |           |              |              |              |      |  |
|  |                  |                  |                  |               |           |             |             |             |           |              |              |              |      |  |
|  | Australia        | Australia        | 40               |               |           |             |             |             |           |              |              |              |      |  |
|  | Australia        | Australia        | 40               |               |           |             |             |             |           |              |              |              |      |  |
|  | Kenia            | Kenia            | 14               |               |           |             |             |             |           |              |              |              |      |  |
|  | Kenia            | Kenia            | 14               |               | Australia | Australia   | 10          |             |           |              |              |              |      |  |
|  |                  |                  |                  |               | Australia | Australia   | 10          |             |           |              |              |              |      |  |
|  |                  |                  | Fiyi             | Fiyi          | 29        |             |             |             |           |              |              |              |      |  |
|  | Fiyi             | Fiyi             | Fiyi             | Fiyi          | 29        | 28          |             |             |           |              |              |              |      |  |
|  | Fiyi             | Fiyi             |                  |               |           |             |             |             |           |              |              |              |      |  |
|  | Estados Unidos   | Estados Unidos   | 12               |               |           |             |             |             |           |              |              |              |      |  |
|  | Estados Unidos   | Estados Unidos   | 12               |               |           |             |             |             |           | Fiyi         | Fiyi         | 21           |      |  |
|  |                  |                  |                  |               |           |             |             |             |           | Fiyi         | Fiyi         | 21           |      |  |
|  |                  |                  | Nueva Zelanda    | Nueva Zelanda | 28        |             |             |             |           |              |              |              |      |  |
|  | Samoa            | Samoa            | Nueva Zelanda    | Nueva Zelanda | 28        | 24          |             |             |           |              |              |              |      |  |
|  | Samoa            | Samoa            |                  |               |           |             |             |             |           |              |              |              |      |  |
|  | Argentina        | Argentina        | 19               |               |           |             |             |             |           |              |              |              |      |  |
|  | Argentina        | Argentina        | 19               |               | Samoa     | Samoa       | 26          |             |           | Tercer lugar | Tercer lugar | Tercer lugar |      |  |
|  |                  |                  |                  |               | Samoa     | Samoa       | 26          |             |           | Tercer lugar | Tercer lugar | Tercer lugar |      |  |
|  |                  |                  | Nueva Zelanda    | Nueva Zelanda | 28        |             |             |             |           |              |              |              |      |  |
|  | Nueva Zelanda    | Nueva Zelanda    | Nueva Zelanda    | Nueva Zelanda | 28        | 29          |             |             | Australia | Australia    | 21           |              |      |  |
|  | Nueva Zelanda    | Nueva Zelanda    |                  |               |           |             |             |             | Australia | Australia    | 21           |              |      |  |
|  | Irlanda          | Irlanda          | 14               |               |           |             |             |             |           |              | Samoa        | Samoa        | 7    |  |
|  | Irlanda          | Irlanda          | 14               |               |           |             |             |             |           |              | Samoa        | Samoa        | 7    |  |
|  |                  |                  |                  |               |           |             |             |             |           |              |              |              |      |  |

| Bandera de Nueva Zelanda |
| Campeón Nueva Zelanda    |
| 1º título del circuito   |